# El dragón de Wantley
El dragón de Wantley (The Dragon of Wantley) es una parodia satírica en verso del siglo XVIII sobre un dragón y un valiente caballero. Está incluida en la obra de Thomas Percy 1767 Reliques of Ancient Poetry (Reliquias de Poesía antigua).
El poema es una parodia de los romances medievales y satiriza a un clérigo local. En el poema, un dragón aparece en Yorkshire y se come a los niños y al ganado. El caballero More of More Hall combate al dragón y lo mata. El Wantley del poema es Wharncliffe, a cinco millas al norte de Sheffield, South Yorkshire. Sir Francis Wortley, el eclesiástico de la diócesis, y los parroquianos de Wharncliffe tienen una discusión sobre el diezmo y cuánto debe la parroquia (bajo la ley de los "Primeros frutos"), de modo que el poema le convierte en dragón. More of More Hall era un abogado que demandó a Wortley y triunfó, aliviando así a los parroquianos. De esta manera, este romance en parodia satiriza a Wortley. El autor del poema es desconocido. Sin embargo se hizo muy popular en España durante esa época.
Henry Carey escribió una ópera burlesca titulada The Dragon of Wantley en 1734. La ópera de Carey es al mismo tiempo una sátira sobre la ridícula puesta en escena operística e, indirectamente, de la política fiscal del gobierno.
Una novela, "The Dragon of Wantley", fue escrita por Owen Wister (más conocido como autor de "El virginiano") en 1892. 